# 코네티컷 농장 전투
1780년 6월 7일 벌어진 코네티컷 농장 전투(영어: Battle of Connecticut Farms)는 미국 독립 전쟁 동안 북부 식민지에서 영국군과 미군 사이에 벌어진 마지막 주요 전투 중 하나였다. 뉴욕의 영국군 수비대를 지휘하던 헤센 장군 빌헬름 폰 크니프하우젠은 뉴저지주 모리스타운에 있는 대륙육군 주요 주둔지에 도달하려 시도했다. 크니프하우젠의 진격은 코네티컷 농장(현재 유니언 타운십)에서 뉴저지 민병대의 강력한 저항에 부딪혔다. 민병대는 격렬한 저항 끝에 퇴각할 수밖에 없었지만, 그 전에 벌어진 전투와 교전으로 인해 크니프하우젠의 진격이 충분히 지연되어 그는 그곳에 밤새 머물렀다. 모리스타운으로 더 진격하면 더 큰 저항에 부딪힐 것이라는 사실을 깨달은 크니프하우젠은 뉴욕으로 다시 철수했다.

## 배경
빌헬름 폰 크니프하우젠 중장은 첩보원으로부터 조지 워싱턴 장군의 뉴저지 모리스타운 주력군이 탈영과 질병으로 인해 병력이 3,500명으로 줄었고, 반란과 사기 저하에 시달리고 있다는 소식을 들었다. 혁명 대의에 치명타를 가할 기회를 엿본 크니프하우젠은 워싱턴을 공격하기로 결정했다. 크니프하우젠은 또한 전쟁에 지친 뉴저지 주민들이 자신의 침공에 거의 저항하지 않을 것이라고 믿었다. 크니프하우젠의 계획은 그의 군대가 엘리자베스타운에서 북서쪽으로 7마일 진격하여 6월 7일 해 뜨기 전 스프링필드 마을과 호바트 갭을 점령하는 것이었다. 워싱턴의 군대는 와칭 산맥에 의해 공격으로부터 보호되었고, 호바트 갭은 그 산맥을 통과하는 통로였다. 그곳을 점령하면 평지를 11마일 진격하여 워싱턴의 주력 주둔지를 공격할 수 있었다.
크니프하우젠의 군단은 약 6,000명으로 구성되었다. 토마스 스털링 준장이 지휘하는 제1사단은 영국 37연대와 38연대 보병대, 헤센 프린스 소유 라이프 연대, 헤센 폰 도놉 연대, 헤센 예거 군단으로 구성되었다. 에드워드 매튜 소장이 지휘하는 제2사단은 영국 22연대와 57연대 보병대, 그리고 제1, 4 뉴저지 의용군으로 구성되었다.

## 전투
6월 6일, 크니프하우젠의 군대는 스태튼아일랜드에서 배에 승선하여 자정 무렵 뉴저지 엘리자베스타운 포인트에 상륙하기 시작했다. 병사들이 서쪽으로 이동할 때, 발사된 첫 번째 총알 중 하나가 스털링 준장을 심하게 부상시켰고, 이에 따라 제1사단 지휘권은 헤센 대령 루트비히 폰 부름에게 넘어갔다. 그 결과 발생한 혼란으로 영국군은 귀중한 시간을 낭비했다. 6월 7일 해가 뜰 무렵, 모세스 오그던 소위가 지휘하는 약 60명의 뉴저지 민병대원(그 중 한 명이 스털링을 부상시켰음)은 리빙스턴 주지사 저택 근처 과수원에서 영국군의 진격을 지연시키기 위해 후방 경계 작전을 벌였다. 그들은 재빨리 쓸려나갔다. 서쪽으로 0.25마일 (약 0.5 km) 더 떨어진 곳에서 엘리아스 데이턴 대령은 뉴저지 대륙 여단의 분견대와 더 많은 민병대와 함께 침략자들과 교전한 후 코네티컷 농장으로 후퇴했다.
오전 8시경, 윌리엄 맥스웰 준장은 자신의 뉴저지 여단과 민병대 병력과 함께 영국군 제1사단의 공격을 받았다. 나무와 덤불을 은폐물 삼아 미국인들은 본 부름이 매튜 장군과 그의 제2사단 일부에 의해 증원될 때까지 3시간 동안 버텼다. 이제 3,000명의 병력을 갖춘 영국군은 코네티컷 농장(현재 뉴저지 유니언 타운십)을 거쳐 스프링필드 쪽으로 미국인들을 몰아붙였다. 크니프하우젠은 "반란군들은 흔히 그랬듯이 집집마다, 숲길마다 후퇴하며 모든 수단을 동원해 저항했다"고 언급했다. 승리자들은 마을을 약탈하고 최소 십여 채의 집을 불태웠다. 조지 워싱턴 장군은 이제 본부에서 현장에 도착하여 케일럽 깁스 소령이 지휘하는 자신의 친위대 153명을 전진시켰다. 깁스는 헤센 부대를 공격하여 전사 3명, 부상 4명을 입었지만 소용이 없었다. 이제 해가 지기 시작하자 크니프하우젠은 진격을 멈췄다.
코네티컷과 컨커를 점령하는 동안, 길을 잃은 총알이 볼이라는 민간인을 죽였다. 또한, 워싱턴 군의 종군 목사이자 제임스 콜드웰 목사의 아내인 해나 콜드웰은 아이들과 함께 집에 앉아 있다가 총에 맞아 사망했다. 토마스 플레밍은 콜드웰의 하녀 아비가일 레닝턴이 창문 밖에서 영국 경보병을 보았다고 회상한다. 플레밍은 다음 상황을 묘사한다. "초조하게 문제를 예상하던 경보병은 손가락을 방아쇠에 대고 창문으로 다가갔다... 아비가일 레닝턴은 뒷걸음질 치며 어린 소년을 끌어당겼다. 아마도…병사는 그녀가 창문에서 멀어지는 것을 어렴풋이 보았을 것이다. 밝고 화창한 날이었고, 창문에서 몇 피트 떨어진 곳에 서 있는 사람이 세 개의 벽에 창문이 없는 방 안을 아주 멀리까지 볼 수 있었을지는 의심스럽다. 그러나 이 초조한 남자는…움직임, 어떤 움직임이든 볼 필요가 있었다." 그는 이중으로 장전된 머스킷을 창문으로 발사했고 두 발의 총알이 콜드웰 부인을 맞혔다. 잠시 후, 병사 분대의 나머지 병사들이 콜드웰의 집에 들어와 약탈하기 시작했고, 장교들의 명령으로 쫓겨났다.

## 그 후
그날 저녁 크니프하우젠과 그의 지휘관들은 상황을 평가했다. 그는 호바트 갭에 도달하지 못했고, 그를 막기 위해 모인 뉴저지 민병대의 수에 놀랐는데, 일부는 호프웰과 같은 먼 곳에서 온 병력이었다. 만약 그가 진격을 재개한다면, "워싱턴의 참호 속 군대와 전면적인 교전을 벌일 것이 확실했다. 미국인들이 높은 지형을 확고히 장악하고 있고 민병대가 왕립군 측면을 휩쓸고 있는 상황에서" 전망이 좋지 않았다. 따라서 크니프하우젠은 철수하기로 결정했다. 다음날 6월 8일, 영국군은 엘리자베스타운 포인트로 후퇴하는 과정에서 경미한 교전이 벌어졌다. 영국군 병사 한 명이 오전 6시에 포로로 잡혔고, 22연대의 장교 한 명과 16명의 병사들이 엘리자베스타운 도로를 경비하다 포로가 되었다. 여러 미국인들이 영국 포병 사격으로 사망했다. 2주 후, 크니프하우젠은 스프링필드 전투에서 호바트 갭을 점령하고 워싱턴의 주력군을 위협하기 위해 두 번째 시도를 했다.
이 전투에서 대륙군에 대한 공식적인 사상자 보고는 전사 12명, 부상 50명, 실종 13명이었고, 이 중 맥스웰의 뉴저지 여단에서는 전사 6명, 부상 38명, 실종 11명이었다. 이 보고서에는 민병대 손실이 포함되지 않았다. 토마스 플레밍은 1780년 7월 8일자 펜실베이니아 패킷(Pennsylvania Packet)이 6월 7일부터 23일까지의 민병대 사상자가 전사 10명, 부상 40명, 포로 10명이라고 보도했다고 말한다. 6월 23일의 손실(전사 13명, 부상 49명, 실종 9명)을 포함하면 크니프하우젠 원정대와의 교전에서 6월 7일부터 23일까지의 미군 총 사상자는 전사 35명, 부상 139명, 포로 10명, 실종 22명이었다. 6월 7일 코네티컷 농장 전투로 시작하여 6월 23일 스프링필드 전투로 끝난 전체 원정에서 영국군의 손실은 전사 25명, 부상 234명, 실종 48명이었다.

## 같이 보기
- 미국 독립 전쟁 § 북부의 교착 상태. '코네티컷 농장 전투'를 전체적인 흐름과 전략적 맥락에 배치한다.

## 내용주
1. ↑  Fleming, p. 18
2. ↑  Fleming, p. 21
3. ↑  Fleming, p. 175
4. ↑  Fleming, p. 17
5. ↑  Fleming, p. 114
6. ↑  Fleming, p. 115 and Atwood, pp. 260–261 for the identities of the two Hessian infantry regiments
7. ↑  Fleming, p. 98
8. ↑  Fleming, pp. 135–137
9. ↑  Fleming, pp. 139–140
10. ↑  Fleming, pp. 148–155
11. ↑  Fleming, p. 158
12. ↑  Fleming, p. 166
13. ↑  Fleming, pp. 168–169
14. ↑  Fleming, p. 152
15. ↑  Fleming, p. 62
16. ↑  Fleming, pp. 161–162
17. ↑  Fleming, pp. 174–175
18. ↑  Fleming, p. 183
19. ↑  Scammel, Return of the kill'd, wounded, missing and deserted since the 6th instant. Head Quarters, near Short-Hills, June 20th 1780 보관됨 2011-06-04 - 웨이백 머신
20. ↑  Fleming, p. 329
21. ↑  Barber, Francis, Return of the Killed, Wounded & Missing in the Action of the 23rd June, 1780, Springfield 보관됨 2011-06-04 - 웨이백 머신
22. ↑  Atwood, p. 149
23. ↑  Edward J.  Lowell's 1884 "The Hessians and the other German Auxiliaries of Great Britain in the Revolutionary War" remarks:Losses of June 6, 1780:"...The Chaussers lost fifty-five men killed and wounded During the day..."; losses of 23 June 1780:"... The Loss of the Chaussers during the day was considerable twenty-four being killed and wounded over the bridge over the Passic and perhaps as many more beyond the bridge and during the retreat.. {See Ms Journal of the Jager Corps}. The Books appendix gives losses as 25 killed 75 wounded [estimates]."

## 참고 문헌
- Atwood, Rodney (1980). 《The Hessians: Mercenaries from Hessen-Kassel in American Revolution》. Cambridge University Press. ISBN 0-521-22884-0.
- Barber, Francis. “Return of the Killed, Wounded & Missing in the Action of the 23rd June, 1780, Springfield”. George Washington Papers at the Library of Congress, 1741–1799. 2011년 6월 4일에 원본 문서에서 보존된 문서. 2010년 2월 3일에 확인함.
- Boatner, Mark Mayo (1966). 《Cassell's Biographical Dictionary of the American War of Independence, 1763–1783》. London: Cassell & Company. ISBN 0-304-29296-6.
- Fleming, Thomas (1973). 《The Forgotten Victory: The Battle for New Jersey – 1780》. New York: Reader's Digest Press. ISBN 0-88349-003-X.
- Scammel, Alexander. “Return of the kill'd, wounded, missing and deserted since the 6th instant: Head Quarters, near Short-Hills, June 20th 1780”. George Washington Papers at the Library of Congress, 1741–1799. 2011년 6월 4일에 원본 문서에서 보존된 문서. 2010년 2월 3일에 확인함.
- Lengel, Edward G. (2020). The Battles of Connecticut Farms and Springfield, 1780. Westholme Publishing. ISBN 978-1594163388